# Pau Esteve Birba
Pau Esteve Birba (Barcelona, 15 de setembre de 1981) és un director de fotografia català. Graduat en fotografia per l'ESCAC - Escola Superior de Cinema i Audiovisuals de Catalunya, va treballar com operador i foquista amb Eduard Grau i Arnau Valls. El 2014 va guanyar el Goya a la millor fotografia i la Medalla del CEC a la millor fotografia pel seu treball a Caníbal pel que també va rebre el premi a la millor fotografia al Festival Internacional de Cinema de Sant Sebastià. El 2014 fou nominat al Goya a la millor fotografia pel seu treball a Hermosa juventud. També ha treballat en sèries de televisió com La peste o Arde Madrid, treball pel que fou nominat al Camerimage de 2018.

## Filmografia
- Caníbal (2013)
- 3 bodas de más (2013)
- Tu y yo (2014)
- Hermosa juventud (2014)
- Proyecto Lázaro (2016)
- Órbita 9 (2017)
- La peste (2018)
- Tiempo después (2018)
- Arde Madrid (2018)
- Adiós (2019)
- Interperie (2019)